# Nanna Bagger
Nanna Bagger (født 9. december 1993 i Viborg) er en dansk cross country og mellemdistancelløber. Hun er medlem af Viborg Atletik og Motion.
I 2010 vandt hun danmarksmesterskabet i Lang Cross.

## Historie
Hun er født og opvokset i Viborg. Bagger har gået på Overlund Skole samt Viborg Gymnasium og HF. Til daglig studerer hun medicin på Aarhus Universitet.

### Løb
Bagger startede i en ung alder med at løb, og kunne i en alder af kun 16 år konkurrere med seniorløberne. I marts 2010 vandt hun DM i atletik i Lang Cross med tiden 33.35 min., til trods for at hun endnu havde to år til at hun officielt var seniorløber. Ruten blev løbet i mudder, is og sne. For dette modtog hun Peter Bistrup Pokalen.
I starten af 2013 skiftede hun klub fra Skive AM til Viborg Atletik og Motion.
Nanna Bagger trænes af den tidligere triatlet og bjergbestiger Mogens Jensen.